# Ghost House
Ghost House é um filme dos gêneros terror e suspense, produzido no Estados Unidos, em 2017, sob a direção de Rich Ragsdale.